# Арндт, Гертруда
Гертруда Арндт (урождённая Ханчк; 20 сентября 1903[…], Рацибуж, Пруссия — 10 июля 2000[…], Дармштадт, Гессен) — немецкий фотограф и дизайнер, связанная с движением Баухаус. Известна новаторской серией автопортретов примерно 1930 года.

## Биография
Гертруда Ханчк родилась в Ратибурге (тогда Верхняя Силезия) в сентябре 1903 года. Начала свое художественное обучение в Kunstgewerbeschule в Эрфурте. Её интерес к фотографии развился во время работы в архитектурном бюро в Эрфурте, где она освоила технику фотолаборатории и начала фотографировать местные здания. Ни одна из этих ранних фотографий не сохранилась. Благодаря стипендии она с 1923 по 1927 была студенткой Баухауза, где училась у Ласло Мохой-Надя, Василия Кандинского и Пауля Клее. Первоначально Арндт надеялась изучать архитектуру, однако чувствовала себя потерянной, поскольку была единственной женщиной на строительном курсе. Вместо этого она поступила в ткацкую мастерскую, где училась под руководством Георга Мухе и Гюнты Штёльцля. Она считала, что изучение ткачества — единственный способ для женщины продолжить обучение в Баухаусе. Её самый известный ковёр (не сохранился), с 1924 года лежал в кабинете Вальтера Гропиуса. В 1927 году она получила квалификацию подмастерья в гильдии ткачей в Глаухау.
Позже в том же году она вышла замуж за однокурсника и архитектора Альфреда Арндта, который в 1929 году был назначен штатным руководителем строительной мастерской Баухауса в Дессау. Хотя Арндт больше не была студенткой, она продолжала активно участвовать в мероприятиях Баухауса и записалась на незадолго до этого созданный курс фотографии Вальтера Петерхана. Не имея постоянной работы, Арндт использовала фотографию как средство от скуки. В последующие пять лет она выпустила серию из 43 автопортретов, а также снимки своего друга Отти Бергера. В 1932 году пара переехала в Пробстцеллу в Тюрингии, где Альфред работал архитектором-фрилансером. В 1948 году они поселились в оккупированном Советским Союзом Дармштадте, а к 1950 году снова начали контактировать с другими бывшими членами Баухауса. В послевоенные годы интерес к Баухаусу снова быстро возрос. В 1979 году Арндт получила международное признание, когда её фотографии были выставлены в музее Фолькванг. Она вернулась в Дессау в 1994 году по приглашению компании Vorwerk для обсуждения новой линии ковров, созданных исключительно по женскому дизайну.
Гертуд Арндт умерла в июле 2000 года в возрасте девяноста шести лет. Всегда игривая, она предложила своим друзьям и семье «отпраздновать веселую вечеринку в стиле Баухаус» после её смерти.

## Фотография
Фотографии Арндт, забытые до 1980-х годов, сравнивают с фотографиями её современников Марты Астфальк-Виц и Клода Каона. За пять лет активного интереса к фотографии она запечатлела себя и своих друзей в различных стилях, костюмах и декорациях в серии, известной как Maskenportäts («Портреты в масках»). Хотя в то время Арндт отказывалась придавать своим фотографиям какой-либо глубокий художественный смысл, они были образными и провокационными. Через свои костюмы Арндт создала игривую интерпретацию таких женских образов, как вдова, светская львица и маленькая девочка. В статье для Berlin Art Link Анджела Коннор описывает изображения в диапазоне «от суровых до абсурдных и игривых». Сам фотографический стиль Арндт был также уникален и бросал вызов обычным аспектам модернистской фотографии, которые часто включали крайние ракурсы, конструктивистское зеркалирование или геометрические упрощения. Вместо этого зритель сталкивается с Арндт лицом к лицу, не в силах игнорировать выражение её лица и обрамляющих его аксессуаров. В интервью, будучи девяностолетней, Арндт сказала Сабине Лессманн: «Меня просто интересует лицо, что можно сделать из лица? Там стоит только широко открыть глаза, и ты уже кто-то другой. Разве не так?». Сегодня Арндт считается пионером женского автопортрета, её работы перекликаются с работами Синди Шерман и Софи Калле.

## Выставка
В январе 2013 года Архив Баухауза/Музей гештальтунга в Тиргартене (Берлин) представил выставку текстиля и фотографий Гертруды Арндт.

## Избранные работы
- Self-Portrait with Sunglasses, Дессау, 1928 год, Национальная художественная галерея, Вашингтон, округ Колумбия[13]